# 배니도세계지전: 너와 세상 끝까지
《배니도세계지전: 너와 세상 끝까지》(중국어: 陪你到世界之巅)는 2019년에 제작된 중국의 웹 드라마이다. 왕이보와 왕쯔쉬안이 주연으로 출연한 이 드라마는 난예린얼(南野琳兒)의 소설 《전경연인》(電競戀人)을 각색한 것이다. 2018년 9월 21일에 촬영에 들어갔고 2019년 6월 10일부터 2019년 7월 9일까지 후난위성텔레비전의 망고TV를 통해 방송되었다.

## 방송 시간
| 채널    | 위치     | 방송일          | 방송 시간 | 비고                               |
| ------- | -------- | --------------- | --------- | ---------------------------------- |
| 망고 TV | 중국     | 2019년 6월 10일 |           |                                    |
|         | 대한민국 | 2020년 3월 26일 |           | 매주 목요일과 금요일 2편 연속 방송 |

## 소개
실력 있는 프로게이머 지샹콩. 대회에서의 실수 때문에 그가 속한 게임팀이 해체하게 되자 지샹콩은 절망에 빠진다. 하지만 우연히 신인 게임 해설가 추잉과 만나 사랑에 빠지면서 함께 성장하게 된다.

## 배우 목록

### 주인공
| 배우     | 역할            | 소개 |
| 왕이보   | 지샹콩 (季向空) | 추잉의 남자친구, 푸미야의 첫사랑이자 전 남자친구, '전설' 전대의 주장, 'VNG' 전대의 전 주장. 사람들은 "전장 사기사", "손의 잔해"라고 부른다. VNG의 리더가 된 그는 전술이 유출돼 VNG와 계약을 해지해야 했다. 자기 자신을 희생하면서 선수들이 죽이고, 자기 일은 해명을 게을리하고, 해명을 안 하면 변명을 안 해서 오해를 받기도 한다. 하지만 추잉과 함께 피닉스를 만들어 세계 챔피언에 오르며 사랑을 키운다.                                 |
| 왕쯔쉬안 | 추잉 (邱櫻)     | 지샹콩의 여자친구, 루이이의 친구, 샤링의 의붓누나, 스포츠 해설 앵커. 성격이 단순하고 굳세며 절대 승복하지 않으며 한번 결정한 일은 번복할 수 없다. 처음에는 전문성을 의심받아 차근차근 노력했다. 오해를 사면서도 적극적으로 해설을 녹음하고, 뤄톈의 제자가 되기 위해 더 많이 배웠다. 소인의 모함에 전술이 누설되어 모든 해설 활동을 중단당하지만 뤄톈의 도움으로 무사히 해설계에 복귀하여 세계 정상에 올라 프로 여자 해설사 1위가 되었다. |

### 봉황 전대
불은 꺼지지 않을 것이고, 열반은 다시 태어날 것이다.
| 배우     | 역할              | 소개 |
| 옌위하오 | 페이시 (裴熙)     | VNG 전대의 전 리더, 전설 전대의 전 팀장, 드림투어 직원, 서머의 사촌동생, 봉황 전대 일원. 사람을 "제1중단"이라 부른다. 가장 자신 있는 영웅 「조물자」. 지샹콩을 즐겁게 해준다. VNG 전대 시절에 쿼드러플 사보일전으로 우승하며 정상이라는 말을 자주 듣던 페이시는 동료들과 호흡을 맞추지 못했고, 시즌이 끝날 때까지 봉화전대의 조련사로 자리를 옮기는 등 서서히 변신해 형제, 동료들이 함께 세계 정상을 밟으며 우승을 차지했다.                               |
| 딩관썬   | 린이쉬안 (林逸軒) | 루이이의 남자친구, 전설 전대의 전 대원. 봉황 전대 일원. 사람들은 "제1보조"라고 부른다. 성격과 의리를 중시하고 옳지 않다고 생각하는 일에 충동을 느끼자, 지은이는 지샹콩을 그의 영원한 우두머리로 여기고 보답하려 한다. 외식업자였던 그는 지샹콩 발굴을 계기로 전설 전대로 데려갔다. 지샹콩이 전설 전대를 떠난 뒤 주장인 페이시에게 저항했다. 시즌 2와 함께 세계 챔피언에 오르기 위해 모터사이클을 시장에 팔아 전설 전대 해약금을 내고 봉황 전대에 합류했다. |
| 청치멍   | 쑨쩌이 (孫澤毅)   | 수원의 남자친구, 왕자의 집 PC방 주인, 개척자 전대 원로, 봉황 전대 일원. 모두들 그를 '1번째 형'이라고 부른다. 개척자 전대가 세계 챔피언에 올랐을 때 손탁의는 리간이 수원을 좋아한다는 이유로 30만 명을 동원해서 수원을 쫓아내기로 결정해 작별 인사를 하지 않았다. 왕자의 집을 운영하면서 지샹콩을 독려했고, 봉황 전대를 창업한 사람들의 격려로 다시 한번 봉황 전대에 합류하기로 한 것이다. 나중에 세계 챔피언이 되면 수원에게 설명을 하고 다시 시작한다.    |
| 옌쉬자   | 샤링 (夏凌)       | 추링의 의붓동생, 봉황 전대 일원. 농구를 좋아한다. 누나를 신경 쓰다가 간판이 날아가 잡으러 가다 차 사고가 나서 다리를 다쳐 농구를 못하게 돼 당황하고 봉황 전대 가입을 꺼렸던 페이시도 그와 과거를 공유하며 여러분의 도움으로 자신감을 얻었다. 팀 내 최연소 선수라는 이유로 또 한 번의 전술 조율에 혼쭐이 나서 페이시와 팬덤을 넘나들며 자아를 되찾았고 세계 정상에 올라 세계 챔피언이 된다.                                                                 |

### 개척자 전대
비바람을 두려워하지 않고, 검은 왕을 가리킨다.
| 배우         | 역할        | 소개 |
| 왕쯔윈       | 수원 (舒雯) | 쑨쩌이의 여자친구, VNG 전대 전 감독, 봉황 전대의 인솔자 겸 감독. 개척자 전대라는 세계 챔피언이 해체되자 리간과 함께 VNG 전대를 창단해 완벽한 팀을 꾸리고 싶었지만 이후 생각과는 달리 VNG 전대를 떠나 쑨쩌이에게 마음을 돌린 뒤 다시 함께할 것을 설명하고 봉황 전대의 리더로 나서 세계 챔피언을 꿈꿨다.                         |
| 후윈하오     | 뤄톈 (洛天) | 잘 알려진 e스포츠 해설 앵커. 프로 게임을 사랑하고 성실하고 정직하지만 자신을 돌볼 줄 모르는 사람. 늘 위통에 시달린다. 추잉이 프로 게임에 대한 애정과 노력을 기울이는 모습을 보고 직업해설사로서, 해설계 최초로 세계 정상에 오른 해설자가 되도록 도와준다. 그러던 중에 추잉을 좋아하게 되면서 추잉을 위해 지샹콩을 욕하게 된다. |
| 가오타이위   | 구팡 (顧放) | 개척자 전대가 해산한 이후에 레전드 팀의 주장이 되었다. 총명하고 지혜로우며, 혜안이 불타는 듯하며, 한 손으로 지샹콩을 발견하였다. 그러다가 손떨림 때문에 은퇴하고, 그 목걸이를 지샹콩에게 맡기고 세계 챔피언을 노리고 있다. |
| 차이하오웨이 | 리간 (李敢) | 수원을 좋아한다. 원래 개척자 전대의 백업 요원이었으나 결선 직전에 쑨쩌이를 대신해 참가하면서 우승을 차지했다. 이후 수원과 함께 VNG 전대를 만들었지만 생각이 맞지 않아 리간이 혼자 사업을 하게 됐다. |

### 전설 전대
전설의 사명은 영원히 저버리지 않는다
| 배우     | 역할          | 소개 |
| 청이쥔   | 훠야오 (霍堯) | 자오양에게 경기를 지지 않으면 계약을 정지시키겠다고 협박한 적도 있다. 지샹콩, 페이시, 린이쉬안은 레전드 전대를 떠나 리더를 맡는다. |
| 위페이산 | 리난 (李楠)   | 은퇴한 구팡의 대체 선수. |

### 위턴 전대 (VNG 전대)
살아가면서 두려움 없이 용왕매진하다
| 배우     | 역할        | 소개 |
| 거자오언 | 치웨 (祁越) | 차오신의 남자친구, VNG 전대의 원로 멤버. 파트너인 선웨과 함께 게임에서 짝수 달의 조합이 있다는 칭호를 갖고 있다. 페이시 때문에 자신의 재능이 있다고 생각한다. 화는 감추어져서 마음 속에 매우 불복하다. 페이시는 이적 이후에 자신이 주장인 줄 알았는데 수원이 지샹쿵을 주장으로 고집했고, 주장이 되기 위해 지샹쿵의 음해 전술을 펼치다 발각되어 1년 동안 자격 정지를 당했다. |
| 관쩌창   | 선웨 (沈玥) | 치웨 곁을 따라다니며, 항상 치웨를 돕는다. |
| 마신     | 퉁우 (童梧) | 성격이 겁이 많아서 일에 겁을 먹어 줄곧 치웨에게 괴롭힘을 당하고 있다. 그러다 치샹쿵에 의해 장점이 발굴되고, 치웨의 음해가 지샹쿵에 미친 것으로 드러났다. 루성과 함께 레전드 전대에 합류한다. |
| 류저훈   | 루성 (盧盛) | 성격이 괴팍하고 유순해 보이지만, 사실은 안정을 찾으면 되고 투지를 잃는다. 농구를 사랑했다는 것을 알게 된 지샹쿵은 투지를 불태운다. 투웅과 함께 레전드 전대에 합류한다. |